# NGC 239
NGC 239 (ook wel PGC 2642, MCG -1-3-7 of IRAS00420-0401) is een spiraalvormig sterrenstelsel in het sterrenbeeld Walvis. NGC 239 staat op ongeveer 152 miljoen lichtjaar van de Aarde.
NGC 239 werd in 1886 ontdekt door de Amerikaanse astronoom Francis Preserved Leavenworth.